# 루마니아 개혁교회

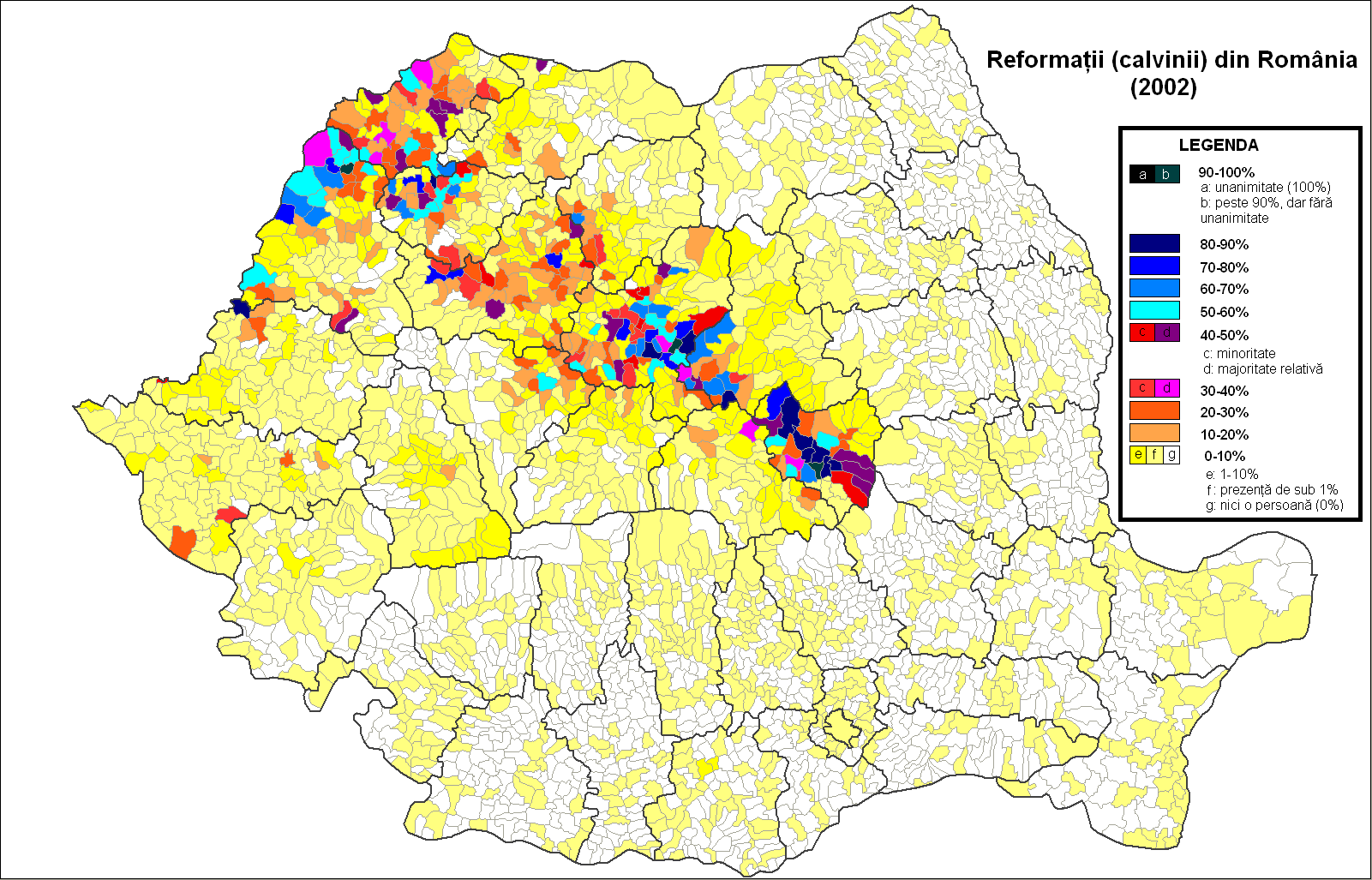
루마니아 개혁파 신자들의 분포 (2002년 인구조사)

루마니아 개혁교회(헝가리어: Romániai Református Egyház; 루마니아어: Biserica Reformată din România)는 루마니아의 칼뱅주의 조직이다.
신자들의 대부분은 헝가리계이며 헝가리어가 주요 교회 언어이다. 교회 교구의 대다수는 트란실바니아에 있다. 2002년 인구조사에 따르면, 전체 인구의 3.15% 또는 701,077명이 개혁교회에 소속되어 있으며, 회원의 약 95%가 헝가리계였다.
종교 기관은 개혁파 키라이하고멜레크 교구와 개혁파 트란실바니아 교구의 두 교구로 구성되어 있다. 본부는 각각 오라데아와 클루지나포카에 있다.
트란실바니아 유니테리언 교회와 루마니아의 두 루터교회(루마니아 복음주의 루터교회와 아우크스부르크 신앙고백 복음주의 교회)와 함께 칼뱅주의 공동체는 클루지 개신교 신학 연구소를 운영하고 있다.

## 교리
교회는 다음을 고수한다.

### 신조
- 사도신경
- 니케아 신경
- 아타나시우스 신경

### 신앙고백
- 하이델베르크 요리문답
- 제2 헬베틱 신앙고백서[3][4]

## 갤러리

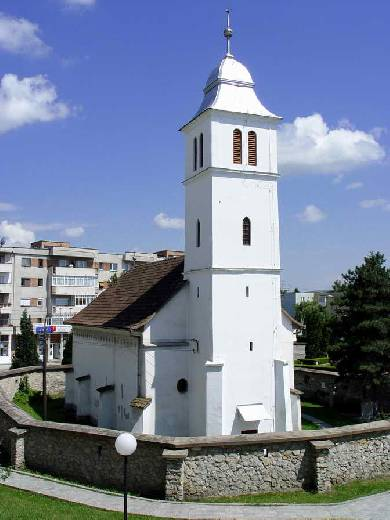
큼피아 투르지
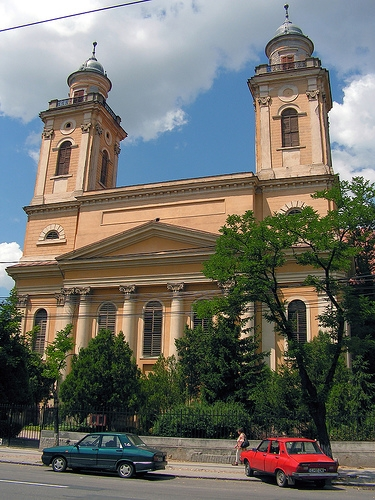
클루지나포카 교회와 두 탑
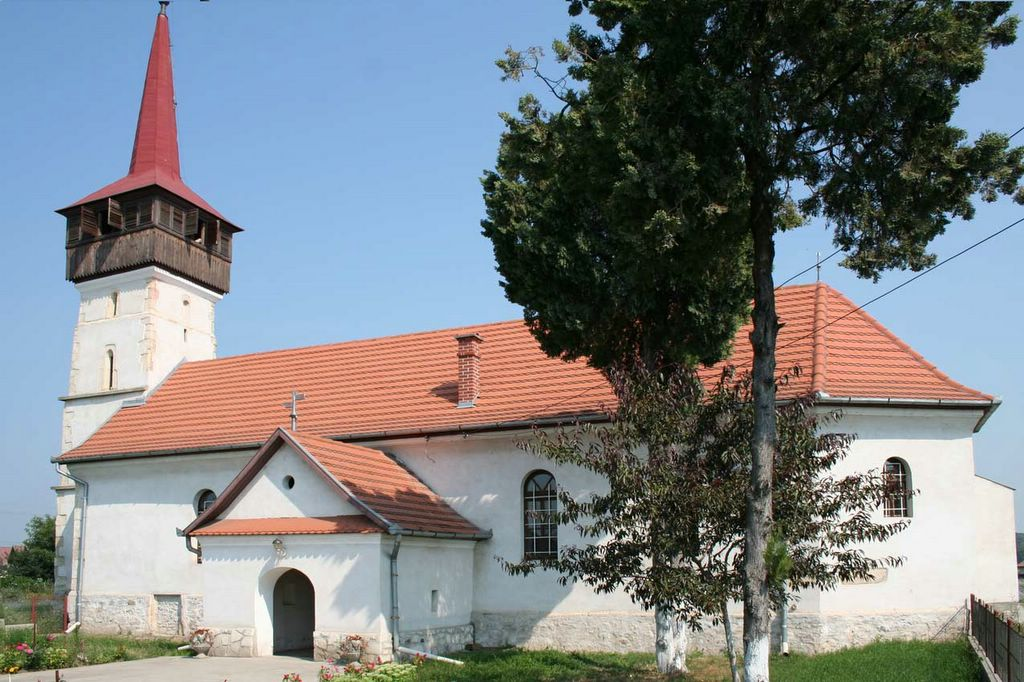
투르다포이아나
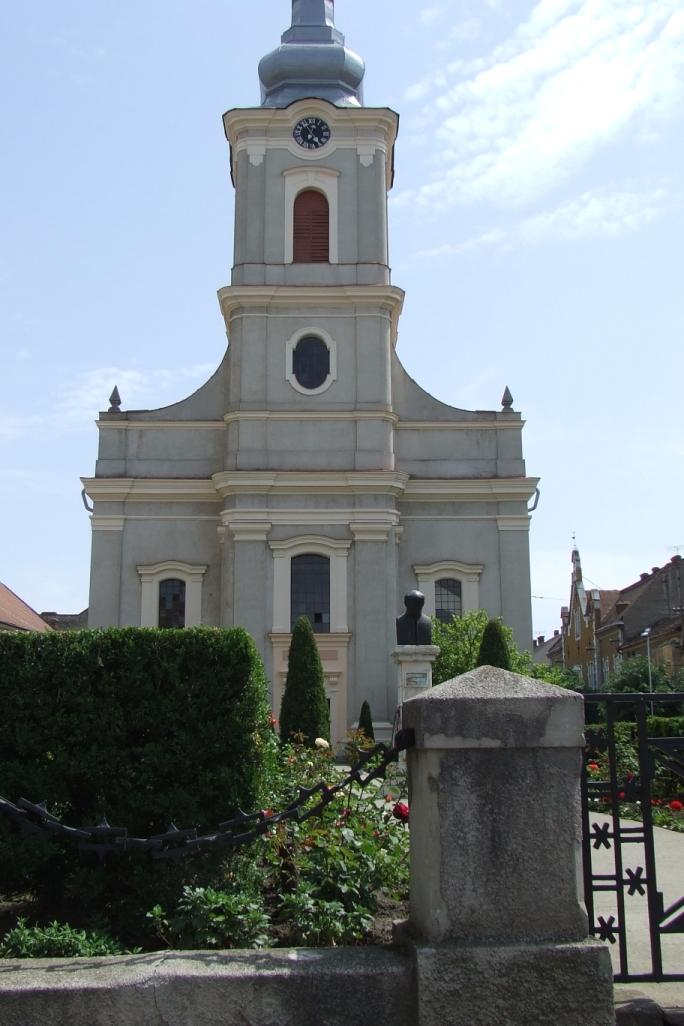
사투 마레 교회와 체인
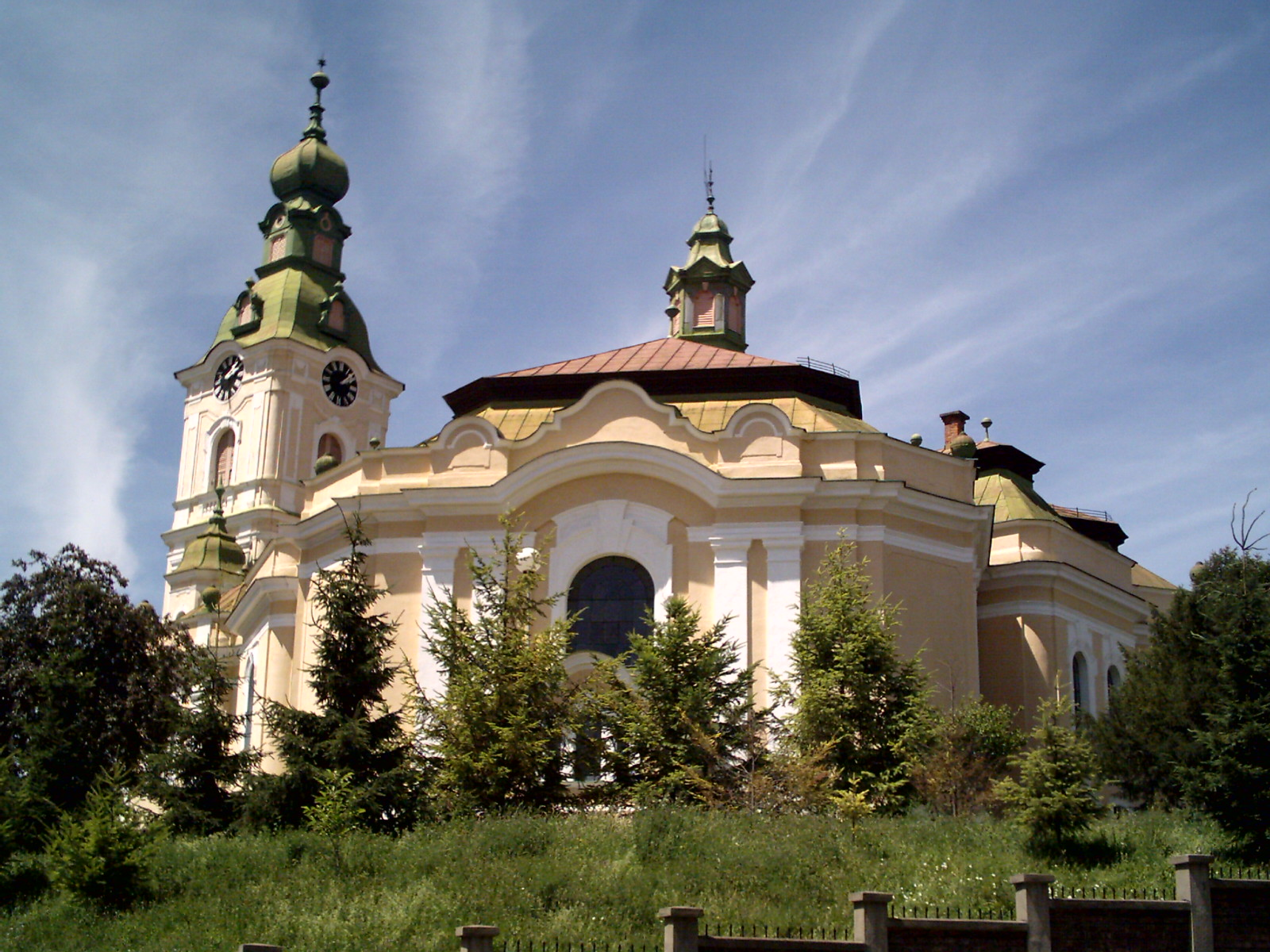
잘러우 (1904–07)